# Josef Říha (fotbalista)
Josef Říha (24. prosince 1926 – 2016) byl Československý fotbalista, útočník.

## Fotbalová kariéra
V československé lize hrál za Ingstav Teplice. Nastoupil v 55 ligových utkáních a dal 12 gólů. V letech 1954–1955 hrál za Liberec a poté opět za Teplice.

## Ligová bilance
| Ročník                                     | Zápasy | Góly | Klub               |
| ------------------------------------------ | ------ | ---- | ------------------ |
| Státní liga 1948                           | -      | 0    | ATK Praha          |
| Celostátní československé mistrovství 1950 | -      | 0    | Technomat Teplice  |
| Mistrovství československé republiky 1951  | -      | 7    | Vodotechna Teplice |
| Mistrovství československé republiky 1952  | -      | 5    | Ingstav Teplice    |
| CELKEM                                     | 55     | 12   |                    |